# 巴氏石松屬
巴氏石松（學名：Baragwanathia），又名巴拉萬石松，是一屬已滅絕的陸生維管植物，生長在潮濕的低窪地區。它們被看作是一類原始的石松門植物。生存於古生代志留紀晚期至泥盆紀早期（427百萬年前到393百萬年前），和生存於同時期的其他植物相比顯得十分「高等」。其化石曾在澳大利亞、 加拿大和中國被發現。本屬的名稱來自於發現時任維多利亞地質局的主任的名字。

## 特徵
巴氏石松的外觀為低矮或倒伏生長的柔軟草本植物，有著簡單的Y型分枝。莖上布滿長約1至2釐米的小葉，與星木不同的是巴氏石松的葉中有維管組織，星木的延生葉則沒有維管組織，因此並非真正的「葉」。孢子囊位於索狀的葉子的軸上，即葉與主莖的連接處，呈螺旋排列，但不會形成毬果狀的構造。而與巴氏石松同時代的和最親近的鐮木之孢子囊則在專門的葉子的上部。巴氏石松的莖的長度和粗度不同，有直立的也有彎曲的，偶爾有二分的。在葉狀莖的下面會有不定根伸出。它們的維管在莖內排列成星狀，其管胞排列成原始的環形或螺旋形。葉子長一至二厘米長，不分叉，索狀。一根明顯的維管螺旋環繞在莖上。 孢子囊寬於長，橫向有一道裂縫。配子體目前不明。

## 爭議
巴氏石松的生存年代有爭議。最早被描述的化石一開始似乎是在志留紀晚期，使得它們似乎和筆石有聯繫。這使得它們成為當時最先進的植物。但是後來這個定時被推翻，而被推到泥盆紀早期。但是在維多利亞州其它地區被發現的化石被證實是志留紀晚期的。至少到泥盆紀晚期還有巴氏石松出現，它們可能在全球各地均有分布。

## 物種
- Baragwanathia abitibiensis Hueber
- Baragwanathia brevifolia Kraft & Kvaček
- Baragwanathia longifolia W.H.Lang & Cookson
- Baragwanathia sp. Hao & Gensel